# Complesso nuragico di Albucciu
Il complesso nuragico di Albucciu è un sito archeologico che si trova nel comune di Arzachena (OT), a circa 2 km dall'abitato in località Malchittu; è composto da un nuraghe, un villaggio di capanne circolari ed una tomba dei giganti.

## Il nuraghe

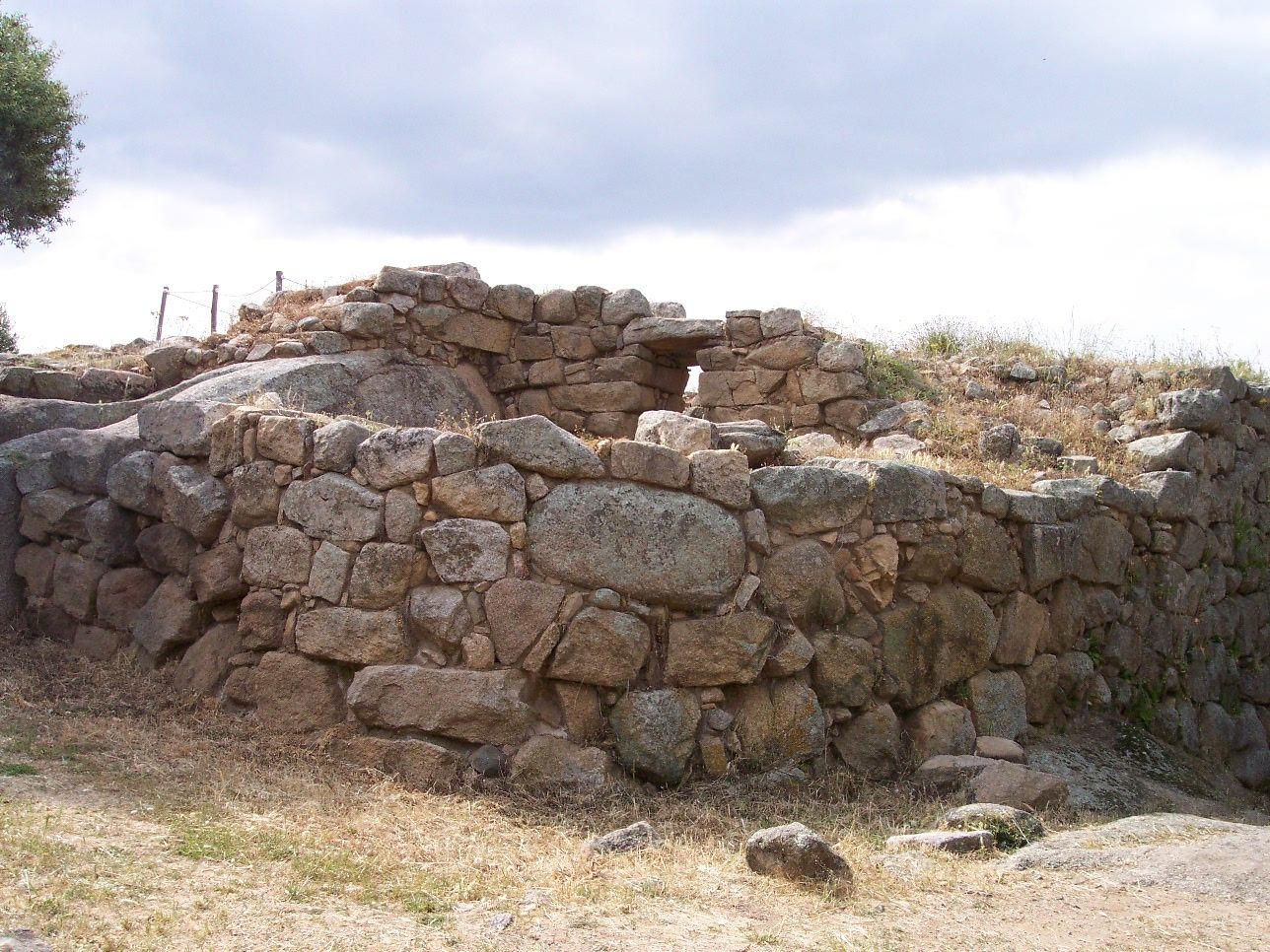
Il nuraghe Albucciu visto da sud

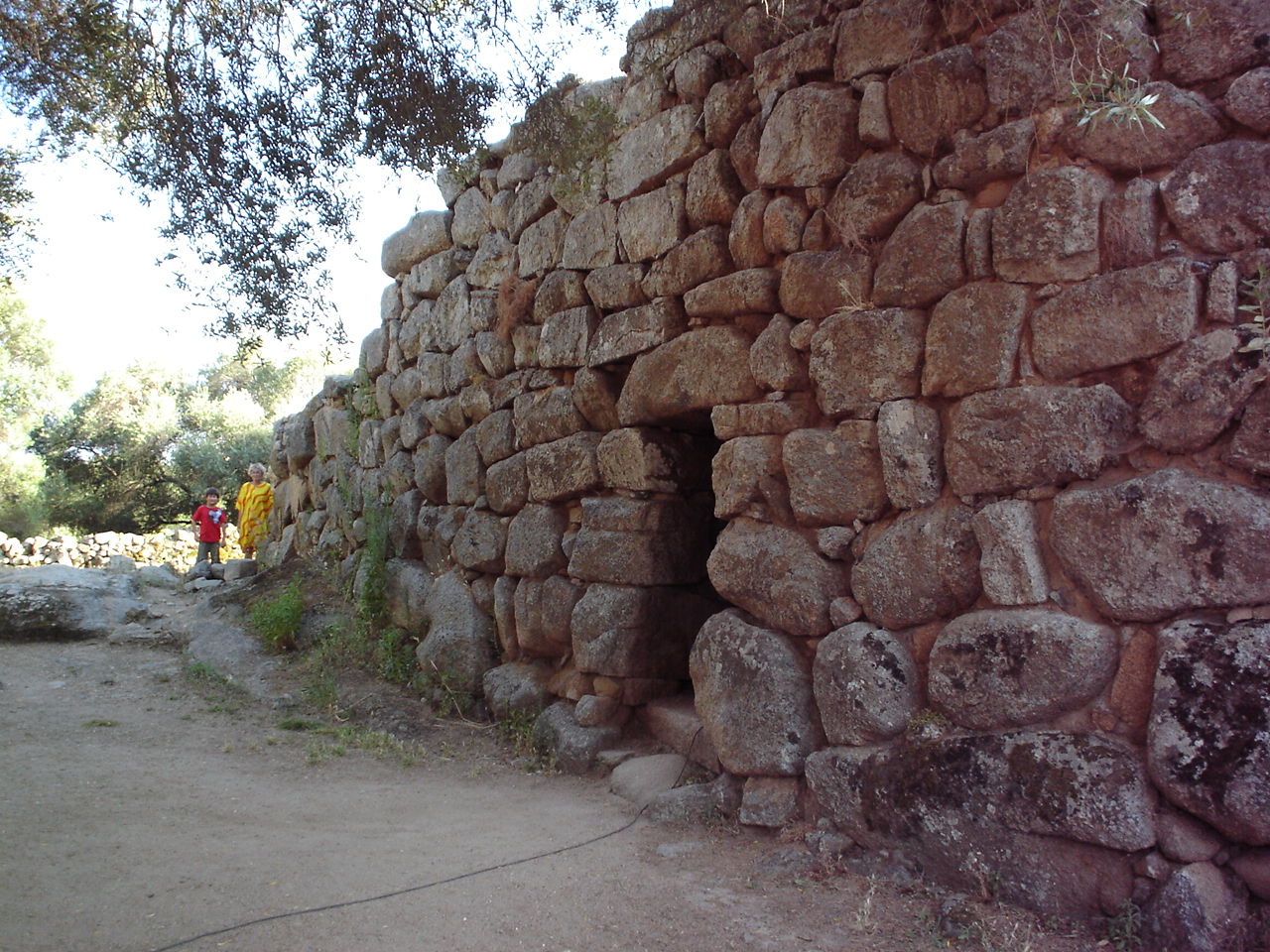
Il nuraghe Albucciu

Il nuraghe è addossato ad una formazione granitica che occupa una leggera sopraelevazione sul terreno che condiziona forma e andamento delle strutture della costruzione nuragica.

La costruzione ha una pianta vagamente rettangolare con angoli arrotondati e ingresso sul lato est nel quale il nuraghe ha il suo massimo sviluppo costruttivo. Le dimensioni sono di 23,50 m x 15,50 m circa con l'asse maggiore orientato sulla direttrice nord-sud.
Le murature sono realizzate con blocchi di granito medio-grandi non rifiniti e disposti su file irregolari. Otto caratteristici mensoloni sporgenti oltre il filo della muratura (originariamente erano sicuramente in numero maggiore), coronano la sommità dell'edificio ed avevano lo scopo di ostacolare la scalata alla fortezza dall'esterno.

Impronte lignee nei grumi d'argilla alla base del nuraghe fanno pensare che i mensoloni sorreggessero una balaustra in legno che raffinava le difese della costruzione.
L'ingresso, decentrato rispetto alle mensole e sopraelevato rispetto al piano di calpestio esterno immette in un andito di forma trapezoidale ed era originariamente regolato dall'apertura o chiusura di una porta manovrabile probabile dal terrazzo sovrastante tramite una corda.

Ceramiche e frammenti metallici rinvenuti nel nuraghe Albucciu

Sul fondo dell'andito, che corrisponde al lato maggiore del trapezio si aprono due ingressi, che conducono a sinistra verso uno stretto corridoio che doveva servire come magazzino, e a destra verso una camera ellittica che rappresenta l'ambiente più grande del nuraghe a livello del terreno.

Sul lato opposto rispetto all'ingresso della camera si apre un'altra porta sormontata da un sottile architrave alleggerito da un ampio finestrino di scarico e che immette in un'altra sala di forma ellittica.
Le pareti di quest'ultima sono ricavate sfruttando la roccia che emerge in più punti ed una porticina rettangolare permette tramite un basso corridoio di uscire dalla parete settentrionale del nuraghe.
Di fronte alla porta d'ingresso, nell'andito stesso, si apre la scala, articolata in due rampe intervallate da un pianerottolo, che porta verso il livello superiore della costruzione, dove si apre un ampio terrazzo. Qui si trovava l'ambiente più grande della costruzione, una camera a pianta sub-circolare divisa in due piani da un soppalco ligneo alla quale si accedeva dal terrazzo stesso e le cui pareti sono quasi interamente crollate.
Dal terrazzo è possibile accedere ad una torre situata nell'angolo nord nel cui interno sono ricavate due scale che portano rispettivamente a nord, verso le formazioni rocciose naturali e ad ovest, nello spessore murario, in un ambiente ormai crollato.
Un'altra costruzione, vagamente rettangolare, completa il quadro del terrazzo, che contava quindi tre corpi distinti.
Durante la seconda guerra mondiale parte del terrazzo venne adibita a piazzola per una mitragliatrice, cosa che ne alterò, probabilmente la struttura originaria.

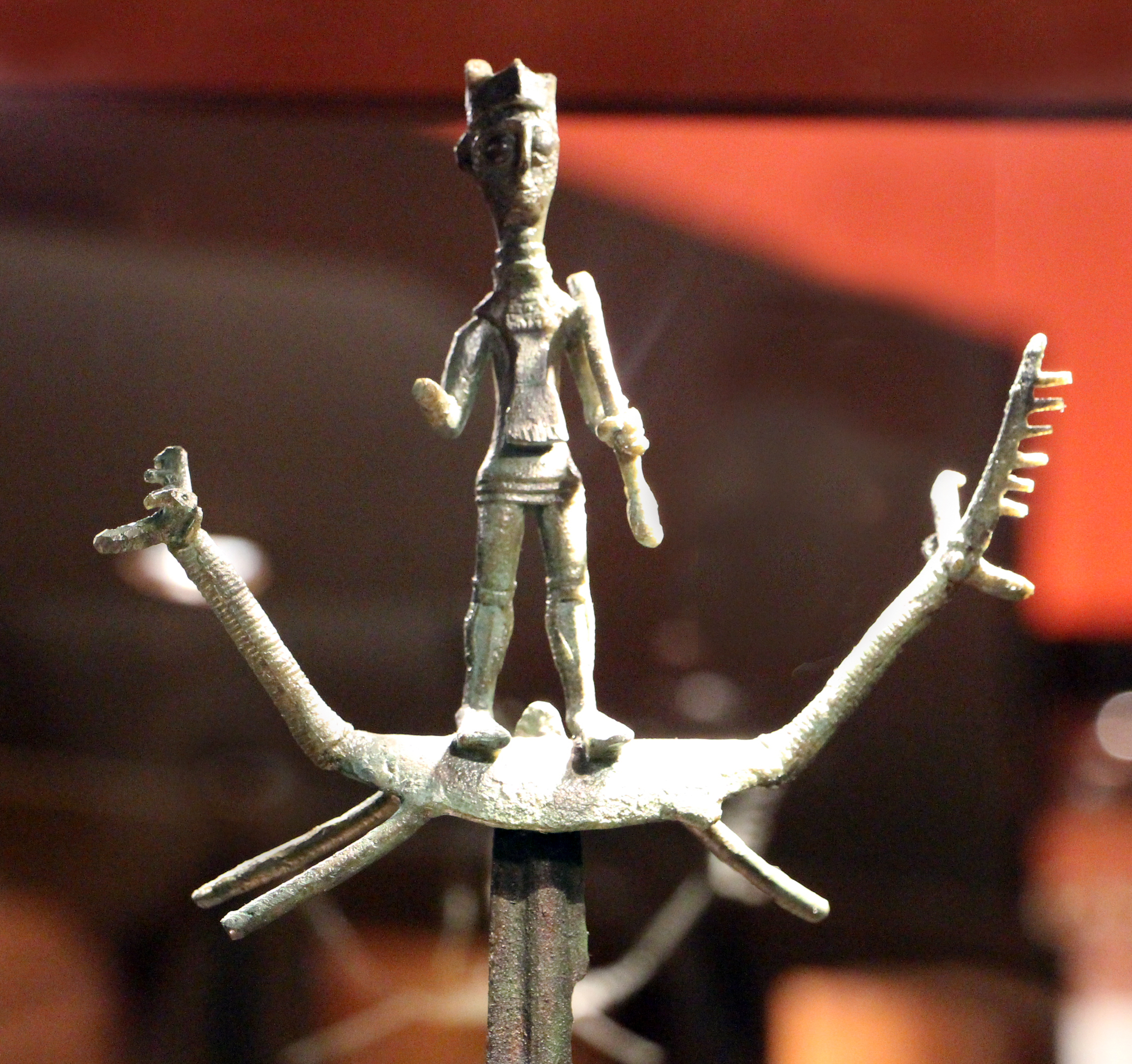
Elsa di spada votiva

Il nuraghe Albucciu viene considerato un nuraghe di tipo misto, con tratti caratteristici dei nuraghi a thòlos e di quelli "a corridoio". I caratteri "protonuragici" si manifestano nelle misure massicce della base irregolare e nei soli 7 metri di altezza residua massima e nella disposizione orizzontale degli spazi. L'influenza del nuraghe a thòlos si nota nel taglio trapezoidale delle porte, nell'accorgimento dello spiraglio di scarico nella porta d'ingresso, nel condotto, subito dopo l'entrata, per farvi scorrere la fune su cui oscillava la pesante lastra del portone, nella teoria delle mensole-ballatoi e più decisamente nella tecnica della falsa cupola utilizzata in alcune nicchie.
L'"attività" del nuraghe Albucciu si colloca tra la media e la tarda età del bronzo, con una breve ripresa, dopo un provvisorio abbandono, durante l'età del ferro

## La tomba Moru
A circa un'ottantina di metri dal nuraghe, a nordest è situata la tomba dei giganti detta "tomba Moru". La costruzione è stata scoperta nel febbraio del 1988 durante i lavori di allargamento di una strada.
Una serie di lastroni delimitano un vano interno di forma rettangolare ricavato all'interno di un tumulo di pietrame, rettangolare anch'esso, contenuto esternamente da un filare di altri lastroni litici e da due bracci di muratura.
Il cumulo, lungo 11,30 m e largo 5,20 si estende sull'asse est-ovest, e il corridoio ricavato al suo interno ha una lunghezza di 9,10 m.
Delle lastre che costituivano la copertura ne rimane oggi solo una.